# 3388 Цангхінчи
3388 Цангхінчи (3388 Tsanghinchi) — астероїд головного поясу, відкритий 21 грудня 1981 року.
Тіссеранів параметр щодо Юпітера — 3,398.